# Guillermo Arellano Moraga
Guillermo Arellano Moraga (ur. 21 sierpnia 1908 r. w Santiago, zm. 16 lutego 1999) – chilijski piłkarz grający na pozycji napastnika.
Podczas kariery zawodniczej reprezentował barwy CSD Colo-Colo. Zresztą założycielem klubu był jego rodzony brat, David Arellano. Guillermo był w składzie reprezentacji Chile na mistrzostwa świata 1930.